# Rio Thiou
O Rio Thiou, com cerca de 3,5 km de extensão, é considerado um dos menores rios da França. É um efluente do Lago Annecy e um tributário do Rio Fier, que é um afluente do rio Ródano (ou Rhône em francês). O Thiou é considerado um dos rios mais limpos da Europa e um cartão postal da cidade de Annecy por atravessá-la formando pequenos canais sem os quais a cidade não seria apelidada de Veneza dos Alpes.
Durante o século XIX o Thiou desempenhou um papel importante nas atividades de manufatura e proporcionou a energia necessária às indústrias que se desenvolveram na cidade de Annecy.